# Ultzama
Ultzama är en kommun i Spanien.   Den ligger i provinsen Provincia de Navarra och regionen Navarra, i den nordöstra delen av landet, 300 km nordost om huvudstaden Madrid. Antalet invånare är 1 698. Arean är 97 kvadratkilometer.
Terrängen i Ultzama är huvudsakligen kuperad.